# Sindre Walle Egeli
Sindre Walle Egeli (født 21. juni 2006) er en norsk professionel fodboldspiller, som spiller for Superliga-klubben FC Nordsjælland og Norges landshold.

## Klubkarriere

### Nordsjælland
Egeli begyndte i ungdomsakademiet hos Sandefjord, før at han i juli 2022 skiftede til FC Nordsjælland. Han fik sin førsteholdsdebut den 9. december 2023 i en pokalkamp imod AB.

## Landsholdskarriere

### Ungdomslandshold
Egeli har repræsenteret Norge på flere ungdomsniveauer.

### Seniorlandshold
Egeli debuterede for Norges landshold den 6. september 2024.

## Privat
Egelis storebror, Vetle Walle Egeli, er også professionel fodboldspiller.